# خانات قره‌داغ
خانات قره‌داغ (انگلیسی: Karadagh Khanate) به عنوان یکی از خانات آذربایجان ایران، مستقر در شهر کنونی اهر و در آذربایجان واقع شده بود و پس از اندکی به بدلیل تهدید اهر از جانب عشایر شاهسون مرکز آن به قریه جنت مثال کردشت در محال دیزمار انتقال یافت. حمام کردشت از یادگار آن دوران است و قلعه کردشت نیز به دوران جنگ‌های ایران و روس برمی‌گردد که توسط مهندسین انگلیسی که مشاور عباس میرزا بودند ساخته شد. حاکمان خانات قاراداغ از ایل خلفای دیزمار (تیره توخماقلو از ایل استاجلو) و همگی از احفاد خلیفه الیاس اول (بابا الیاس) بودند که در زمان شاه اسماعیل از نواحی سیواس و آماسیه به دیزمار مهاجرت کرده بودند. با آمدن این ایل رفته رفته زبان تالشی (تاتی) در اکثر نقاط دیزمار منسوخ گردید. فقط در روستای کرینگان دیزمار که در تقسیمات جدید در چهارچوب دهستان سینای بخش مرکزی ورزقان قرار دارد هنوز زبان تالشی (تاتی) تکلم می‌شود. اهالی  مئشه داغی دیزمار از  قبیل اشتبین، ونستان، آستمال، ملک طالش و ... با مخارج حروف تالشی-تاتی به زبان ترکی صحبت می‌کنند. این گفته در مورد گویش اهالی ، اویندین، کمار علیا، کمار سفلی و ... در غرب دیزمار  و حتی محال هرزندات مرند در مرز غربی دیزمار صادق است زیرا همه آنها ترکی را با لهجه تالشی-تاتی صحبت می‌کنند.